# Hans Rockmeier
Hans Rockmeier (* 14. April 1934 in Landshut; † 9. Juli 1999) war ein deutscher Tischtennisspieler. Er ist deutscher Meister im Doppel und Mixed.

## Werdegang
Rockmeier begann seine aktive Laufbahn nach dem Zweiten Weltkrieg beim Verein GYA Landshut, der sich später in Turngemeinde Landshut umbenannte. 1950 wurde er deutscher Jugendmeister im Einzel und im Doppel mit Conny Freundorfer.
1952 wechselte er zum Oberligaverein MTV München von 1879, mit dem er 1953 und 1954 die deutsche Mannschaftsmeisterschaft gewann. 1955 siegte er bei der deutschen Meisterschaft im Mixed mit der Partnerin Ulla Paulsen, ein Jahr später holte er zusammen mit Conny Freundorfer den Titel im Doppel. 1962 wechselte er zum SSV Reutlingen 05.
Seine internationale Karriere begann 1954, als er im März für das Länderspiel gegen Frankreich nominiert wurde. 1954 und 1955 nahm er an den Weltmeisterschaften teil. Dabei erreichte er im Doppel 1954 das Viertelfinale und 1955 das Achtelfinale. Insgesamt bestritt er sechs Länderspiele.
In der gesamtdeutschen Rangliste belegte er 1954 Platz drei.

## Privat
Von Beruf war Rockmeier kaufmännischer Angestellter.

## Turnierergebnisse
| Verband | Veranstaltung     | Jahr | Ort     | Land | Einzel     | Doppel        | Mixed     | Team |
| ------- | ----------------- | ---- | ------- | ---- | ---------- | ------------- | --------- | ---- |
| GER     | Weltmeisterschaft | 1955 | Utrecht | NED  | letzte 64  | Viertelfinale | letzte 64 |      |
| GER     | Weltmeisterschaft | 1954 | Wembley | ENG  | letzte 128 | letzte 16     | letzte 32 | 11   |